# Zou Lihong
Pour les articles homonymes, voir Zou.
Dans ce nom chinois, le nom de famille, Zou, précède le nom personnel Lihong.
Zou Lihong, née le 26 février 1984, est une athlète handisport chinoise spécialiste du marathon.

## Biographie
Enfant, elle contracte la poliomyélite qui lui fait perdre l'usage de ses jambes.
Aux Jeux paralympiques d'été de 2016 à Rio de Janeiro, elle devient la première championne paralympique de marathon T54 en 1 h 38 min 44 s, battant l'Américaine Tatyana McFadden à la photo-finish. Elle remporte aussi le bronze sur le 400 m et l'or sur le 4 × 100 m. Quelques semaines plus tard, elle est invitée à participer au marathon de New York mais au milieu de la course, un de ses pneus crève et elle est aidée par les spectateurs de la course,. En 2018, elle arrive 3e du marathon de New York dans la catégorie pour athlètes handicapés et remporte la médaille d'or du 800 m, ainsi que celle du 400 m et du 1 500 m, aux Jeux para-asiatiques à Jakarta.
Zou arrive deuxième du 400 m derrière Tatyana McFadden lors des Championnats du monde 2017 à Londres.